# Zona de Fresnel

D és la distància entre l'emissor i el receptor;
r és el radi de la zona Fresnel.

La zona de Fresnel és el volum d'espai entre l'emissor d'una ona - electromagnètica, acústica, etc - i un receptor, de manera que el desfasament de les ones en aquest volum no superi els 180°.
Així, la fase mínima es produeix per al raig que uneix en línia recta a l'emissor i el receptor. Prenent el seu valor de fase com zero, la primera zona de Fresnel abasta fins que la fase arribi a 180°, adoptant la forma d'un el·lipsoide de revolució. La segona zona inclou fins a un desfasament de 360°, i és un segon el·lipsoide que conté el primer. De la mateixa manera s'obtenen les zones superiors.
L'obstrucció màxima permissible per considerar que no hi ha obstrucció és el 40% de la primera zona de Fresnel. L'obstrucció màxima recomanada és el 20%. Per al cas de radiocomunicacions depèn del factor K (curvatura de la terra) considerant que per a un K = 4/3 la primera zona de Fresnel ha d'estar clar al 100% mentre que per a un estudi amb K = 2/3 s'ha de tenir clar el 60% de la primera zona de Fresnel.
Per establir les zones de Fresnel, primer hem de determinar la línia de vista de radiofreqüència, que de forma simple, és la línia recta que uneix els focus de les antenes transmissora i receptora.
La fórmula genèrica de càlcul de les zones de Fresnel és:
{\displaystyle R_{n}={\sqrt {\frac {n\lambda d_{1}d_{2}}{d_{1}+d_{2}}}}}
On:
* {\displaystyle R_{n}} = radi de l'enèsima zona de Fresnel, en metres (n = 1,2,3 ...).
* {\displaystyle d_{1}} = distància des del transmissor a l'objecte, en metres. 

* {\displaystyle d_{2}} = distància des de l'objecte al receptor, en metres. 

* {\displaystyle \lambda } = longitud d'ona del senyal transmès, en metres. 

Aplicant la fórmula s'obté del radi de la primera zona de Fresnel ({\displaystyle R_{1}} de la fórmula superior). Coneguda la distància entre dues antenes i la freqüència en la qual transmeten el senyal, suposant l'objecte situat en el punt central i en unitats del SI:
{\displaystyle R_{1}=8,657{\sqrt {{D} \over f}}}
On
* {\displaystyle R_{1}} = radi en metres (m).
* {\displaystyle D} = distància en quilòmetres (km) ({\displaystyle d_{1}=d_{2}}, {\displaystyle D=d_{1}+d_{2}}).
* {\displaystyle f} = freqüència de la transmissió en gigahertzs (GHz) ({\displaystyle \lambda ={\frac {c}{f}}})